# 오스굿베트남쥐
오스굿베트남쥐 또는 오스굿쥐(Rattus osgoodi)는 시궁쥐속에 속하는 설치류의 일종이다. 베트남 남부 중부 고원 지방 럼동 성 지역에서만 발견된다. 학명과 일반명은 미국 동물학자 오스굿(Wilfred Hudson Osgood)의 이름에서 유래했다.